# 霹雳萝芙木
霹雳萝芙木（学名：Rauvolfia perakensis）为夹竹桃科萝芙木属的植物。分布在马来西亚、泰国以及中国大陆的海南、云南等地，目前尚未由人工引种栽培。